# Boden
Boden este un oraș în Suedia.

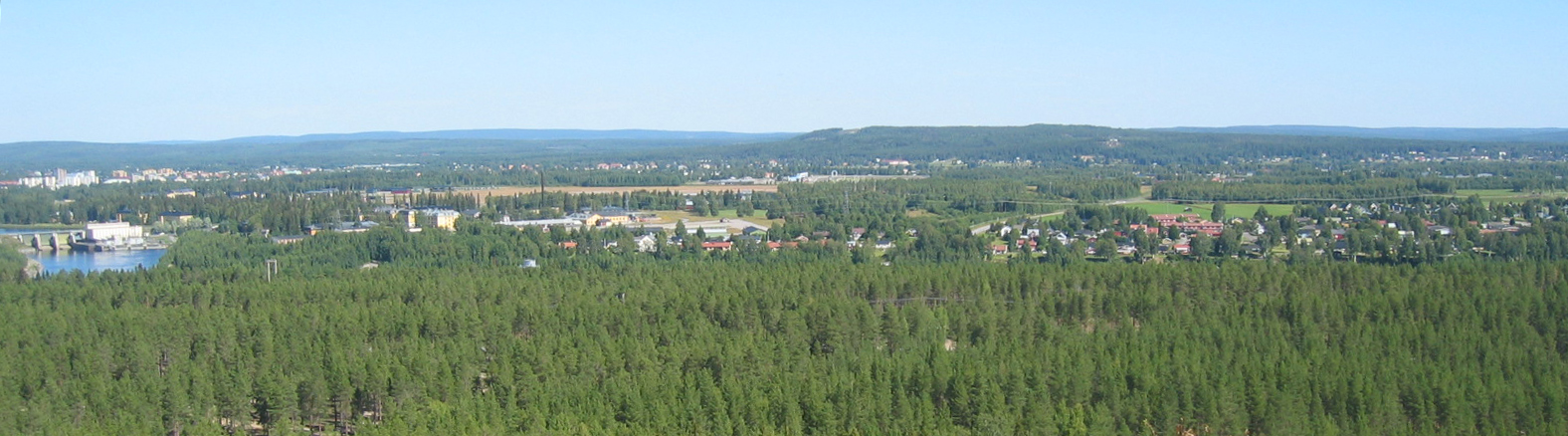
Panoramă

Se află la o altitudine de 46 m deasupra nivelului mării. Are o suprafață de 1.417 ha. Populația este de 16.817 locuitori, determinată în 31 decembrie 2020.

## Demografie
| \| Evoluția demografică a zonei urbane Boden, 1970–2015 \| Evoluția demografică a zonei urbane Boden, 1970–2015 \| Evoluția demografică a zonei urbane Boden, 1970–2015 \| Evoluția demografică a zonei urbane Boden, 1970–2015 \| Evoluția demografică a zonei urbane Boden, 1970–2015 \| \| --------------------------------------------------------------------------------------- \| ---------------------------------------------------- \| ---------------------------------------------------- \| ---------------------------------------------------- \| ---------------------------------------------------- \| \| An \| \| \| Locuitori \| \| \| 1970 \| 1970 \| \| 18.642 \| 18.642 \| \| 1975 \| 1975 \| \| 19.590 \| 19.590 \| \| 1980 \| 1980 \| \| 18.547 \| 18.547 \| \| 1990 \| 1990 \| \| 20.205 \| 20.205 \| \| 1995 \| 1995 \| \| 20.056 \| 20.056 \| \| 2000 \| 2000 \| \| 19.091 \| 19.091 \| \| 2005 \| 2005 \| \| 18.680 \| 18.680 \| \| 2010 \| 2010 \| \| 18.277 \| 18.277 \| \| 2015 \| 2015 \| \| 16.830 \| 16.830 \| \| Sursa: SCB - Statistika Centralbyrån, Folkmängden per tätort. Vart femte år 1960 - 2016 \| \| \| \| \| |      |  |           |        |
| Evoluția demografică a zonei urbane Boden, 1970–2015 |      |  |           |        |
| An |      |  | Locuitori |        |
| 1970 | 1970 |  | 18.642    | 18.642 |
| 1975 | 1975 |  | 19.590    | 19.590 |
| 1980 | 1980 |  | 18.547    | 18.547 |
| 1990 | 1990 |  | 20.205    | 20.205 |
| 1995 | 1995 |  | 20.056    | 20.056 |
| 2000 | 2000 |  | 19.091    | 19.091 |
| 2005 | 2005 |  | 18.680    | 18.680 |
| 2010 | 2010 |  | 18.277    | 18.277 |
| 2015 | 2015 |  | 16.830    | 16.830 |
| Sursa: SCB - Statistika Centralbyrån, Folkmängden per tätort. Vart femte år 1960 - 2016 |      |  |           |        |